# 周有财
周有财（1958年—），黑龙江庆安人，汉族，中华人民共和国政治人物、全国人民代表大会黑龙江地区代表。
毕业于合肥工业大学管理工程专业，加入中国共产党。担任黑龙江省澳利达医药集团董事长。2008年起担任全国人大代表。2013年，被选为全国人大代表。